# Castell Ferran
|  | No s'ha de confondre amb Castellferran. |

El castell Ferran és un torre de defensa de planta quadrangular i de dos pisos al municipi del Bruc (Anoia) protegit com a bé cultural d'interès local. Està envoltada d'un petit mur de defensa. Existí una coberta a dues aigües. A les cares de la torre es distingeixen diverses espitlleres a dos nivells diferents fetes amb maó. A l'interior es distingeixen restes d'un forjat d'entramat de bigues de fusta i restes d'arrebossat amb calç a les parets.
El 1911, Carreras i Candi ressenyava que prop del gran casalot dit Can Maçanet, bastit a la collada del Montserrat i que "per sa situació en l'embrancament de dues carreteres i lluny de poblat, presta servei d'hostal", "s'alça un quadrat fortí amb torres rodones a sos angles. En les veïnes altures del puig Ferran (vint minuts) existeixen dues petites fortaleses, on en temps de guerra o disturbis populars, hi ha acampat en temps contemporanis patrulles de l'exèrcit. La importància estratègica del lloc segueix essent tan reconeguda avui com ho fou cent o mil anys enrere ... Tant en la guerra civil del 1822 com en la del 1835, fou transformat en fortificació el casal de Can Maçana, successor, en l'ordre militar, de l'antic castell de la Guàrdia."
Aquesta petita fortificació, probablement degué utilitzar-se arran de les guerres carlines. Durant la primera guerra, se sap que l'any 1836 la masia de Can Maçana situada molt a prop va ser fortificada. També va ser utilitzada com a torre del telègraf.
Considerem aquest "castell", situat dalt del puig Ferran, en traça de fortí fuseller i com a guaita del rodal. Encara que algun dels seus elements poden decantar-nos a donar-li major antiguitat, conjecturem que deu tractar-se d'un baluard datat al segle passat. En aquest sentit, és prompta l'evocació de la primera batalla del Bruc, ocorreguda el 6 de juny del 1808 i la segona batalla del Bruc vuit dies més tard.